# دانشگاه سنت توماس (مینه‌سوتا)
دانشگاه سنت توماس (انگلیسی: University of St. Thomas) یک دانشگاه خصوصی است که در سینت پل، مینه‌سوتا و مینیاپولیس واقع شده است. این دانشگاه در سال ۱۸۸۵ بنا نهاده شد. این دانشگاه اکنون بیش از ۱۰۰۰۰ دانشجو دارد که باعث شده بزرگ‌ترین دانشگاه خصوصی و غیرانتفایی مینه‌سوتا باشد.

## کارکنان و اساتید برجسته
- جان آبراهام – استاد دانشکده مهندسی
- دیوید دورنبرگر
- یوجین مک‌کارتی

## دانش‌آموخته‌های برجسته
- ریچارد دمیلو – دانشمند رایانه
- وینس فلین – نویسنده
- تی آر نایت – بازیگر